# يوهانس نيكولاس تيتنز
يوهانس نيكولاس تيتنز (يوهان أيضًا؛ (بالدنماركية: Johan Nicolai Tetens)‏ . 16 سبتمبر 1736 - 17 أغسطس 1807) كان الألماني - الدنماركي فيلسوفا، إحصائيا وعالما.
وقد أطلق عليه اسم «لوك الألماني»(German Locke) ،  n. ويعتبر أنه كان له تأثير على إيمانويل كانت.

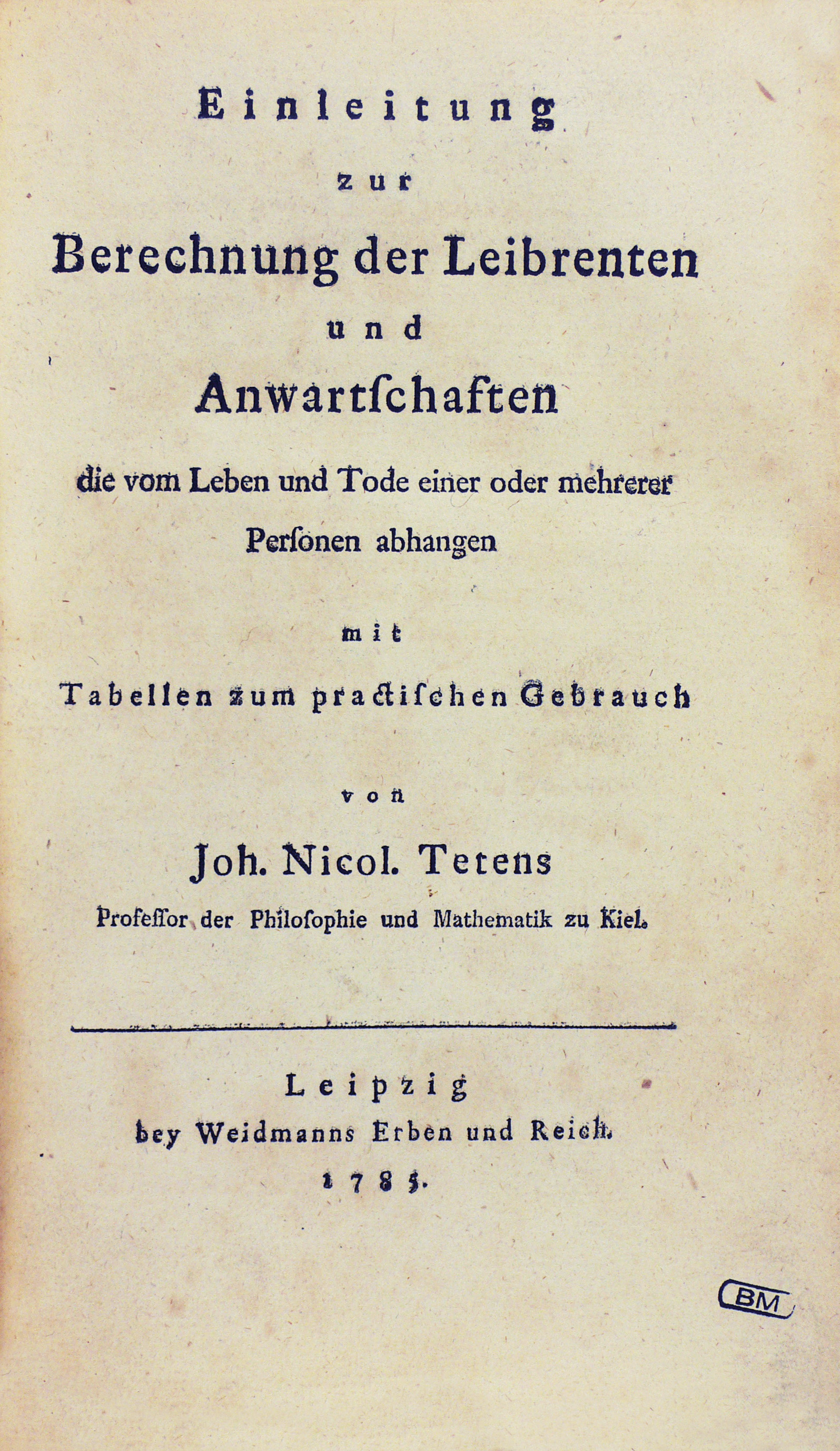
Einleitung zur Berechnung der Leibrenten ، 1785.

## سيرة شخصية
ولد تيتنز عام 1736 في تيتنبول في دوقية شليسفيغ الدنماركية. درس الرياضيات والفيزياء في جامعة روستوك وجامعة كوبنهاغن. حصل على درجة الماجستير عام 1759 وشهادة الدكتوراه عام 1760. من 1760 إلى 1765، قام بتدريس الفلسفة والفيزياء («الفلسفة الطبيعية» في ذلك الوقت) في University of Bützow [الإنجليزية] (في بوتزو، مكلنبورغ فوربومرن). خلال هذا العقد، كتب العديد من الأطروحات حول مواضيع مختلفة، تتراوح من لون السماء إلى وجود الله من خلال أصول اللغات (انظر على سبيل المثال المراجع في يوهان كريستيان بوجيندورف، 1863). بعد فترة التشكيل هذه، يعود تيتنز إلى استفسارات أكثر جوهرية: بعد قراءة أعمال ديفيد هيوم، قام بترويجها في جميع أنحاء العالم الناطق بالألمانية. لذلك من المفترض أن يكون تيتنز قد أدخل إيمانويل كانط على الفكر الهائل وإلى ثنائية التجريبية / التجاوز.
في عام 1776، أصبح تيتنز أستاذا للفلسفة في جامعة كييل، والذي ربما بدا أنه منصبه المهني النهائي. ومع ذلك، في السنوات التي تلت عام 1789، بدأ تيتنز مسيرة مهنية أخرى كموظف مدني دنماركي رفيع المستوى. في هذا الوقت، كان مهتما في الرياضيات البحتة وكذلك في التطبيقات. تأثر اهتمامه بالجبر متعدد الحدود من خلال انتمائه إلى المدرسة الألمانية الاندماجية كارل فريدريك هيندنبورغ وكريستيان كرامب وغيرهم. تركز عمله التطبيقي الرئيسي على الرياضيات الاكتوارية.
كان كتاب "Einleitung zur Berechnung "der Leibrenten und Anwartschaften ، الذي نُشر في لايبزيغ في 1785 (الجزء الأول) و 1786 (الجزء الثاني) علامة بارزة في العلوم الاكتوارية (إحصائية). أنه يحتوي على توليفة واسعة من الأعمال السابقة حول هذا الموضوع، من جدول الوفيات هالي إلى ملاحظات ريتشارد برايس على المدفوعات العكسية . يتم التعرف عليه من قبل الخبراء الاكتواريين لعرض أول مقياس للمخاطر على الإطلاق (Risico der Casse)؛  علاوة على ذلك، يقدم بعض الأفكار حول الإحصاءات الرياضية: باستخدام تقريب التوزيع ذي الحدين، حاول تيتنز حساب مستوى الثقة في إجراء أخذ العينات المحدد.

## أعمال
- Gedanken von einigen Ursachen، warum in der Metaphysik nur wenige ausgemachte Wahrheiten sind (1760)
- Abhandlungen von den Beweisen des Daseins Gottes (1761)
- Ueber den Ursprung der Sprache und der Schrift (1772)
- Ueber die allgemeine speculativische Philosophie (1775)
- Philosophische Versuche über die manchliche Natur und ihre Entwickelung ، Vol. 1 و Vol. 2 (1777)
- Einleitung zur Berechnung der Leibrenten und Anwarschaften die vom Leben oder Tode einer oder mehrerer Personen abhangen mit Tabellen zum praktischen Gebrauch ، Vol. 1 (1785) و Vol. 2 (1786)
- Reisen in die Marschländer der Nordsee (1788)
- Sprachphilosophische Versuche (بعد الولادة، 1971)

## روابط خارجية
- يوهانس نيكولاس تيتنز على موقع الموسوعة البريطانية (الإنجليزية)

- سيرة MacTutor في جامعة سانت أندروز
- السيرة الذاتية في الموسوعة البريطانية